# Boussu
Boussu (en picard  Boussu-dlé-Mont) és un municipi belga de la província d'Hainaut a la regió valona, dins la regió natural del Borinage. Està compost per les viles de Boussu i Hornu.

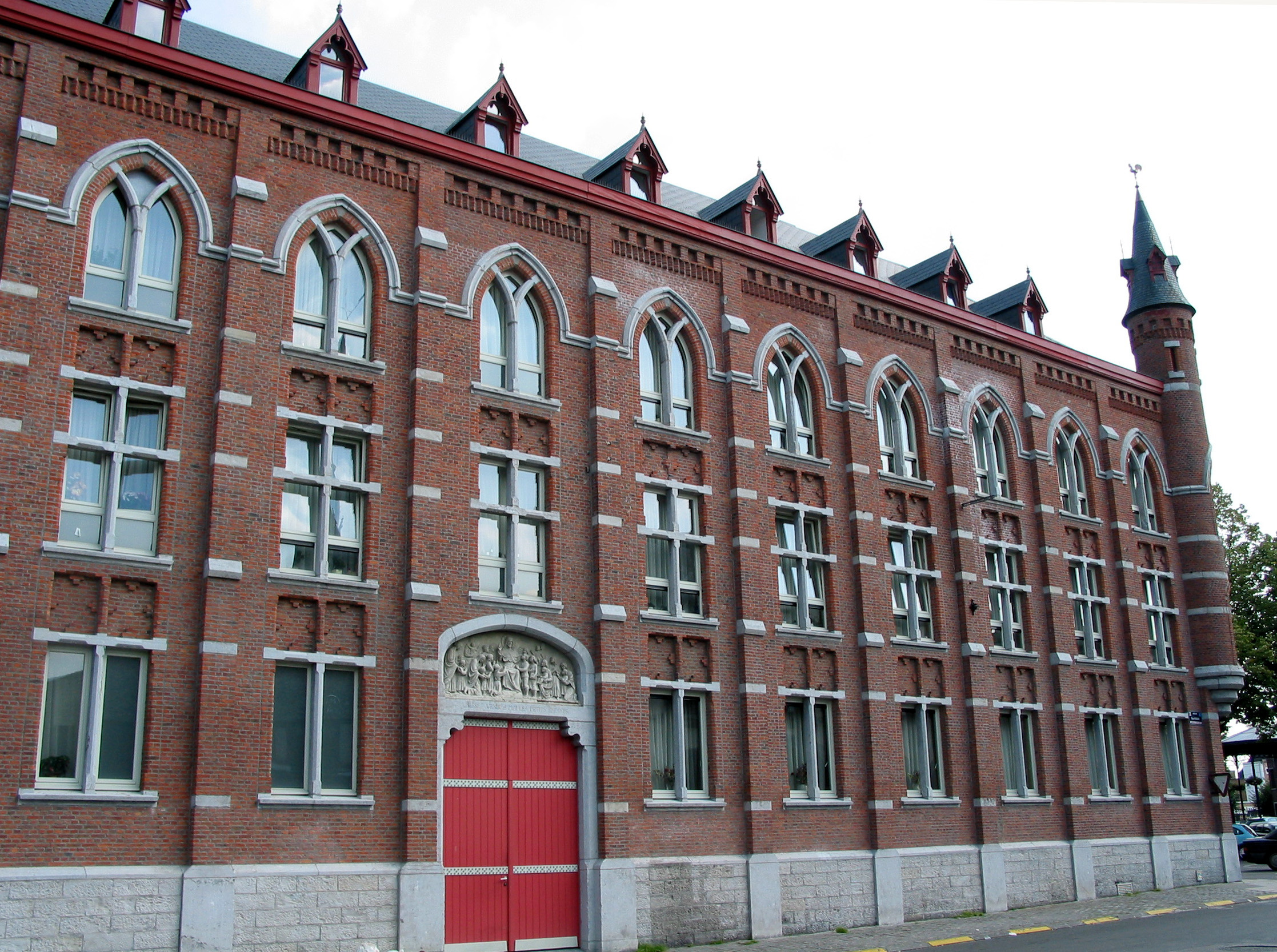
Antic orfanat, creació neogòtica de l'arquitecte Jean de Bethune (1821-1894)

## Personatges il·lustres
- Françoise Houdart, poetessa, novel·lista i escriptora en francès
- Géo Libbrecht, poeta en picard
- Marcel Moreau, escriptor en francès.
- Robert Urbain, Ministre d'Etat, antic burgmestre de Boussu, antic ministre belga de Comerç Exterior
- Antoine Ponchard (1758-1827) fou un compositor, mestre de capella i director d'orquestra.